# جون إي. ليرد
جون إي. ليرد (بالإنجليزية: John E. Laird)‏ هو عالم حاسوب ومهندس أمريكي، ولد في 16 مارس 1954.